# Vampyroteuthis infernalis
El calamar vampiro (Vampyroteuthis infernalis, lit. "calamar vampiro del infierno") es una especie de molusco cefalópodo del orden Vampyromorphida.
Es un pequeño cefalópodo de aguas profundas que se encuentra en aguas templadas y tropicales de todo el mundo. Sus filamentos sensoriales retráctiles únicos justifican el emplazamiento del calamar vampiro en su propio orden, Vampyromorphida (antes Vampyromorpha), a pesar de que comparte similitudes con los calamares y los pulpos. Como una reliquia filogenética, es el único superviviente conocido de su orden, primero descrito y erróneamente identificado como un pulpo en 1903 por el zoólogo alemán Carl Chun.

## Descripción
Con un máximo de 30 cm de longitud total, el calamar vampiro no es una amenaza para los humanos. El cuerpo es gelatinoso y mide 15 cm; su color varía entre el negro intenso y el rojizo pálido, dependiendo del lugar y las condiciones de luz. Una capa de piel conecta sus ocho brazos, cada uno de ellos forrado con hileras de espinas carnosas o cirros; el interior de esta "capa" es negro. Únicamente la mitad distal de sus brazos (la más alejada del cuerpo) poseen ventosas. Los ojos son límpidos y globulares, y de color rojo o azul, también en función de la iluminación; son proporcionalmente los más grandes del Reino Animal con 2,5 cm de diámetro. El color oscuro del animal, así como su manto como capa y sus ojos rojos le dieron al calamar vampiro su nombre.

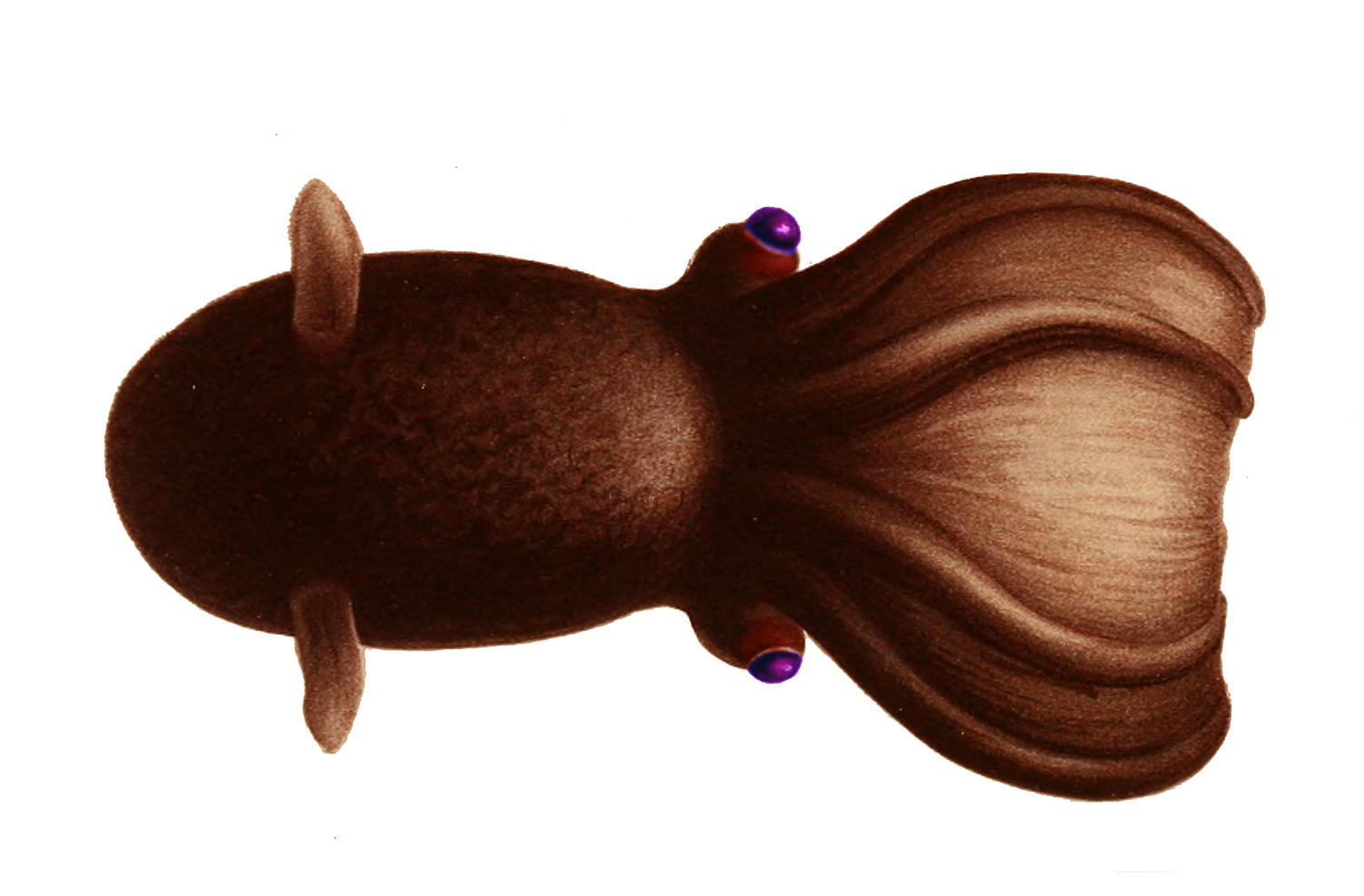
vista dorsal

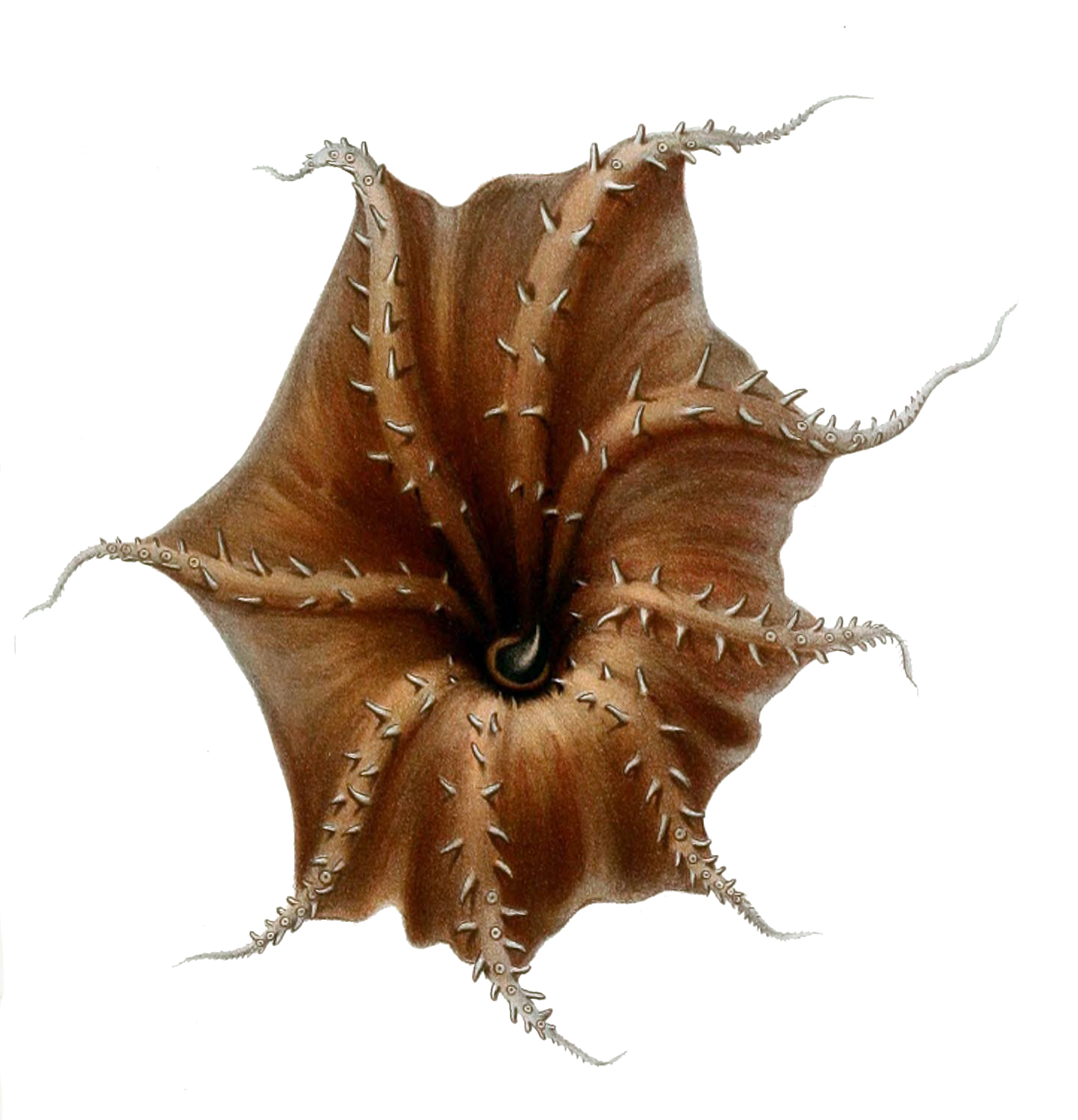
vista oral

Los adultos maduros tienen un par de oídos externos como finas proyecciones de los laterales del manto. Estas proyecciones son el mecanismo principal de propulsión de los adultos: se dice que el calamar vampiro "vuela" por el agua batiendo sus aletas. El potente pico de sus mandíbulas es blanco como el marfil. Dentro de las correas hay dos bolsas en las que los filamentos táctiles de la vela están ocultos. Estos filamentos son análogos a los tentáculos de un verdadero calamar; sin embargo, el número de pares de brazos es diferente a un calamar. Al contrario, hay el mismo número de filamentos que tentáculos en los pulpos.
El calamar vampiro está cubierto enteramente de órganos productores de luz llamados fotóforos. El animal tiene un gran control sobre los órganos, y es capaz de producir destellos de luz para desorientar, que duran desde fracciones de segundo hasta varios minutos. La intensidad y tamaño de los fotóforos también puede ser modulada. Aparentemente pequeños discos blancos, los fotóforos son más grandes y complejos en las puntas de los brazos y la base de las aletas, pero están ausentes de la parte inferior de sus brazos. Se pensó inicialmente que dos áreas blancas en la parte superior de la cabeza eran también fotóforos, pero han resultado ser fotorreceptores.
Los cromatóforos (órganos pigmentados) comunes en la mayoría de los cefalópodos están pobremente desarrollados en el calamar vampiro. Si bien esto significa que el animal no es capaz de cambiar el color de su piel de forma brusca como el resto de los cefalópodos, tal estrategia no es necesaria en las oscuras profundidades en las que vive.

## Hábitat y adaptación
El calamar vampiro es un ejemplo extremo de cefalópodo de aguas profundas, capaz de vivir en las profundidades afóticas (carentes de luz) desde los 600 a los 900 metros o más. Esa franja de los océanos del mundo forma un hábitat diferenciado conocido como la zona de oxígeno mínimo (ZOM). Dentro de la ZOM la presencia de oxígeno es demasiado baja para la mayoría de los organismos de metabolismo aeróbico. Sin embargo, el calamar vampiro puede vivir y respirar con normalidad en la ZOM con saturaciones de oxígeno tan bajas como un 3 %; una característica que no tiene ningún otro cefalópodo y de la que muy pocos animales pueden hacer gala.
Para arreglárselas a esas tremendas profundidades, el calamar vampiro ha desarrollado algunas adaptaciones extremas. De todos los cefalópodos de aguas profundas, su metabolismo basal es el más bajo. La hemocianina de su sangre azul fija y transporta el oxígeno de un modo más eficaz que en otros cefalópodos, ayudado por unas agallas de tamaño extra grande. Estos animales tienen una musculatura débil, pero conservan una gran agilidad y flotabilidad debido a sus estatocitos (órganos de equilibrio similares a los del oído interno humano) y a sus tejidos ricos en amoniaco, casi de la misma densidad que el agua que les rodea.
En la zona menos profunda de las profundidades donde vive el calamar vampiro, la vista desde abajo es como el cielo durante el crepúsculo: los extremadamente sensibles ojos de los habitantes de las profundidades son capaces de distinguir las siluetas de otros animales nadando por encima. Para contrarrestar eso, el calamar vampiro genera su propia luz azulada (bioluminiscencia) en una estrategia denominada "contrailuminación": la luz difumina la silueta del animal, enmascarando de forma efectiva a los ojos vigilantes de debajo. Sus propios y enormes ojos le permiten detectar incluso el más remoto de los reflejos. Tiene un par de fotorreceptores en la parte superior de su cabeza, quizá para alertar al animal de los movimientos que se produzcan por encima de él.
Al igual que muchos cefalópodos de aguas profundas, el calamar vampiro carece de depósitos de tinta. Si se ve amenazado, en lugar de tinta, una pegajosa nube de moco bioluminiscente formada por innumerables bolitas se expulsará desde la punta de sus brazos. Esta cortina luminosa, que puede permanecer casi 10 minutos, debe ser para confundir a los posibles depredadores y permitir escurrirse entre las sombras al calamar vampiro, sin necesidad de nadar muy lejos. Este recurso sólo se usará si el animal se ve acorralado, ya que regenerar el moco bioluminiscente es algo muy costoso desde el punto de vista metabólico.

## Relaciones

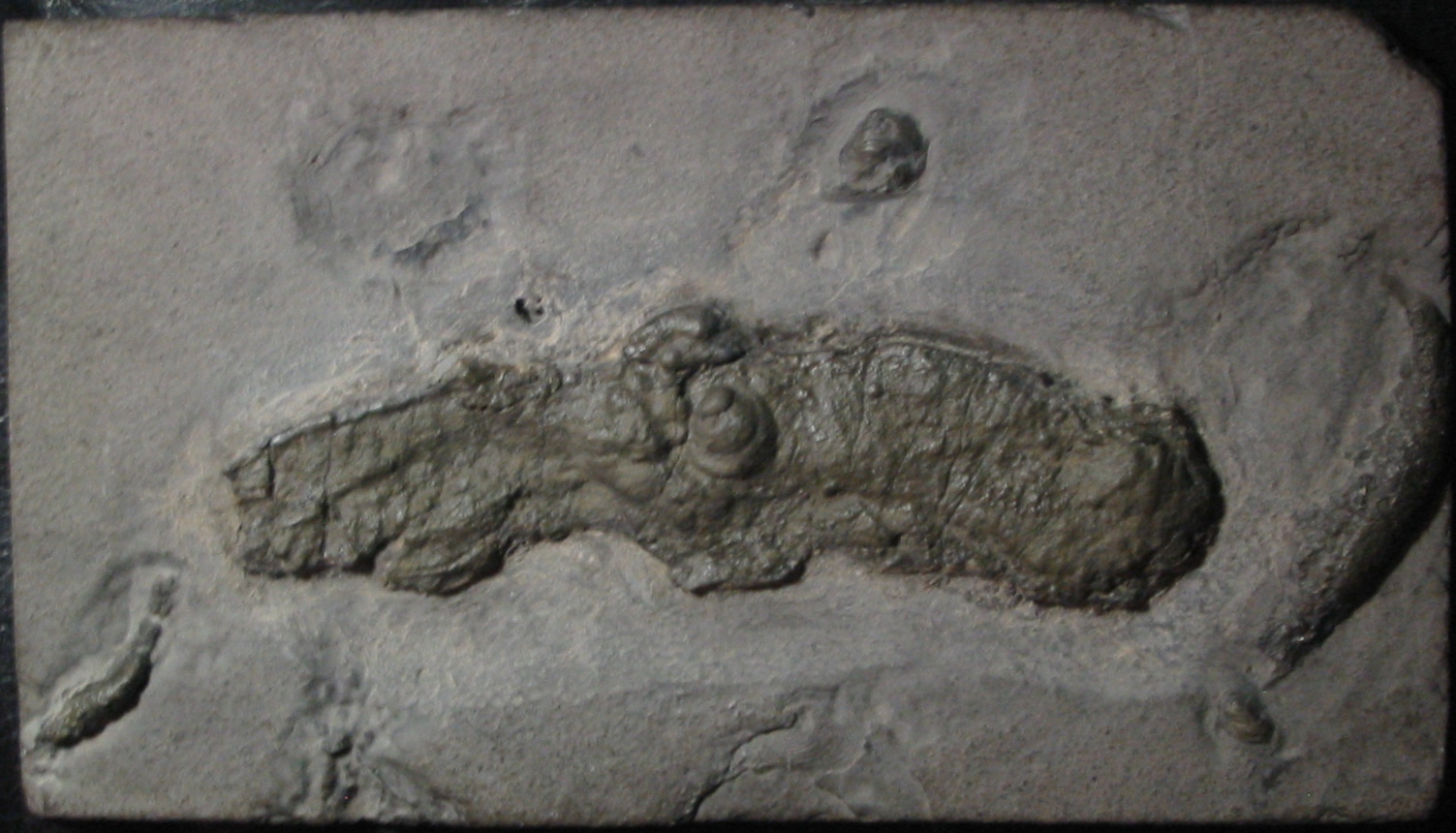
Fósil piritizado de Vampyronassa rhodanica de la baja caloviana en La Voulte-sur-Rhône.

Vampyromorphida se caracterizan por estas apomorfias como la posesión de fotóforos, un tipo peculiar de endoesqueleto no calcificado (el gladius), ocho brazos palmeados y los dos filamentos velares. Hasta hace muy poco se conocía sólo de las especies modernas y algunos fósiles sigue siendo tentativamente asignado a este grupo, un lote de Medio Jurásico (inferior Calloviense, c.165-164 millones de años) los especímenes encontrados en la Voulte-sur-Rhône demostrado con claridad que los cefalópodos vampiromórfidos existían desde mucho antes de lo que se ha creído hasta ahora.
Estos se describían como Vampyronassa rhodanica.Los supuestos vampiromórfidos de la época Kimmeridgiense-Titoniense de Solnhofen, Plesioteuthis prisca, Leptoteuthis gigas, y Trachyteuthis hastiformis, no pueden ser positivamente asignados a este grupo; ellos son especies grandes (desde 25 cm en P. prisca hasta más de 1 m en el L. gigas) y muestran características no encontradas en los vampiromórfidos, algunas parecidas a las de los verdaderos calamares, Teuthida.

### Imágenes
- Fotóforos y fotorreceptores del calamar vampiro
- Diagrama e imágenes de una cría de Vampyroteuthis
- Microfotografía de fluorescencia de la punta del brazo

- Datos: Q2509902
- Multimedia: Vampyroteuthis infernalis / Q2509902
- Especies: Vampyroteuthis infernalis